# Oakland (Chicago)
Pour les articles homonymes, voir Oakland.

Situation d'Oakland dans la ville de Chicago

Oakland est l'un des 77 secteurs communautaires de la ville de Chicago aux États-Unis. Il se situe dans le South Side.